# Velyki Búdyshcha
Velyki Búdyshcha (ucraniano: Вели́кі Бу́дища) es un municipio rural y pueblo de Ucrania perteneciente al raión de Mýrhorod de la óblast de Poltava.
En 2020, el municipio tenía una población de unos diez mil habitantes, de los que unos mil vivían en el propio pueblo de Velyki Búdyshcha y el resto repartidos en diecinueve pedanías. El municipio se formó en 2019 mediante la fusión del consejo rural de Velyki Búdyshcha (que hasta entonces no tenía pedanías) con los de Bóbryk, Knyshivka, Martýnivka y Plishývets, a los que se añadieron en 2020 los de Velbivka y Vépryk. Además de estos siete pueblos, pertenecen al actual municipio otros trece: Pedórychi, Brovarky, Duchyntsi, Velyke, Vorónivshchyna, Mohylátiv, Morózivshchyna, Shadurka, Bakuty, Tymofíyivka, Zapsilske, Teple y Tiutiúrivshchyna. El área pertenecía hasta 2020 al raión de Hádiach.
Se ubica unos 10 km al noreste de Hádiach, junto al límite con la óblast de Sumy. El casco urbano se halla a 4 km del cauce del río Psel y a 6 km del río Hrun.

## Historia
Se conoce la existencia del pueblo en documentos desde 1625. En el Imperio ruso formaba parte del uyezd de Hádiach en la gobernación de Poltava. A mediados del siglo XIX tenía ya más de dos mil habitantes, y al finalizar el siglo, tras crecer notablemente, llegó a ser sede de su propia vólost. Entre las décadas de 1930 y 1940, el pueblo estuvo a punto de desaparecer tras haber sido duramente golpeado por el Holodomor, los combates en la Segunda Guerra Mundial y la hambruna soviética de 1946-1947. Aunque la RSS de Ucrania recuperó el asentamiento en las décadas posteriores, quedó reducido a una localidad rural de unos mil habitantes.